# الإمبراطورة جيتو
الإمبراطورة جيتو (باليابانية: 持統天皇 جيتو تينو) (645 - 22 ديسمبر 702) كانت الإمبراطورة الأولى والأربعين في اليابان. وفقا للتواريخ التقليدية فإن فترة حكمها امتدت بين عامي 686 و 697.